# Kinyongia vanheygeni
Kinyongia vanheygeni — вид ігуаноподібних ящірок родини хамелеонових (Chamaeleonidae). Ендемік Танзанії.

## Поширення і екологія
Kinyongia vanheygeni мешкають в горах Порото і Рангве в регіоні Мбея на півдні Танзанії. Вони живуть у вологих гірських тропічних лісах, на висоті від 1800 до 2500 м над рівнем моря.